# Chiemsee
A Chiemsee (IPA: ˈkiːmzeː) avagy magyarul esetleg régiesebben Chiem-tó az Alpok északi előterében fekszik. A Boden-tó és a Müritz után a harmadik legnagyobb tó Németországban, valamint a legnagyobb Bajorországban, ezért ott „Bajor-tengernek” is nevezik. Egyébként a Starnbergi-tóban több víz található, de kisebb a kerülete. A Chiemsee kerülete 63,96 km. A teljes vízgyűjtő területéből csak 605 km² van Bajorország területén. A víz pH értéke 8,3, tehát lúgos.
A tó neve, amiképp a Chieming nevű település és az egész Chiemgau régió neve, valószínűleg Chiemo gróf nevéből  származik. Állítólag a 7. vagy 8. században élt, de nincs egyetlen oklevél vagy más dokumentum, ami bizonyítaná létezését.

## Története
A Chiemsee, más Alpok lábánál fekvő tavakkal együtt, körülbelül 10 000 éve, a Würm-glaciális végén alakult ki. Akkoriban a gleccserek alakították ki ezeket a medencéket, ahol később megmaradt a víz. A tó eredetileg majdnem 240 km²-t borított, ami a mai méreténél háromszor nagyobb volt. A vízszint és ezzel együtt a tó mélysége napjainkban is folyamatosan csökken. Az utóbbi 100 évben 200 hektárral kevesebb lett a vízfelület.
A tó északi részébe állítólag kb. I. e. 5. században vagy esetleg I. e. 2. században egy meteorit is becsapódhatott, amit Chiemgau-becsapódásként ismert. A legtöbb szakértő szerint ez nem történt meg.

## Szigetek
A két nagyobb sziget a Herrenchiemsee (238 ha), gyakran Herreninsel („Urak szigete”), és a Frauenchiemsee (15,5 ha), illetve röviden Fraueninsel („Asszonyok szigete”). Azonkívül van még a lakatlan Krautinsel. Ez a három sziget együtt alkotja a Chiemsee községet, amely Bajorország legkisebb ilyen jellegű települése.

### Herreninsel
A legnagyobb szigetnek nincs állandó lakossága. III. Tassilo bajor herceg (kb. 741 – 796) 765-ben épített egy bencés kolostort. 1130 óta viszont Szent Ágoston regulája szerint élnek a szerzetesek. A kolostort 1803-ban  feloszlatták. Ezután állami tulajdonba került, majd Carl von Lüneschloß, mannheimi kereskedő vette meg. A következő években részben lebontották a régi épületeket, és eladták az orgonát meg az oltárt. A megmaradt volt kolostori épületet kastéllyá építették át, ezt ma régi herrenchiemsee-i kastély („Altes Schloss Herrenchiemsee”) néven ismerjük. 1873-ban II. Lajos bajor király az egész szigetet 350 000 guldenért visszavásárolta. 1878 és 1886 között építette az új herrenchiemsee-i kastélyt (Neues Schloss Herrenchiemsee) a Versailles-i kastély mintakép után. 1948. 10-e és 23-a között itt ülésezett a Verfassungskonvent, amely megalkotta a német alkotmányt, a Grundgesetzet.

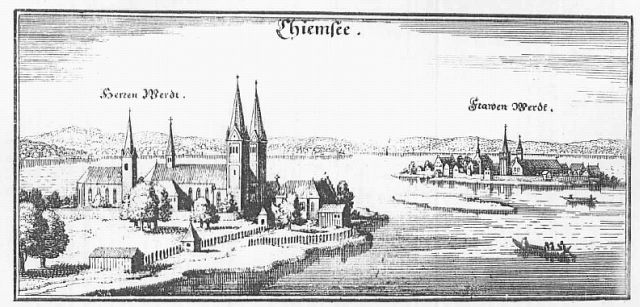
A Herrenchiemsee kolostora 1644-ben
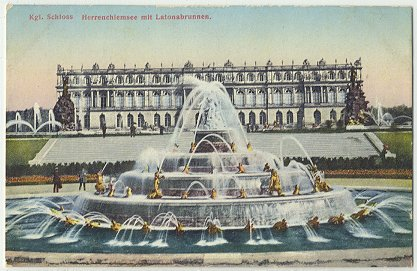
A kastély 1911-ben
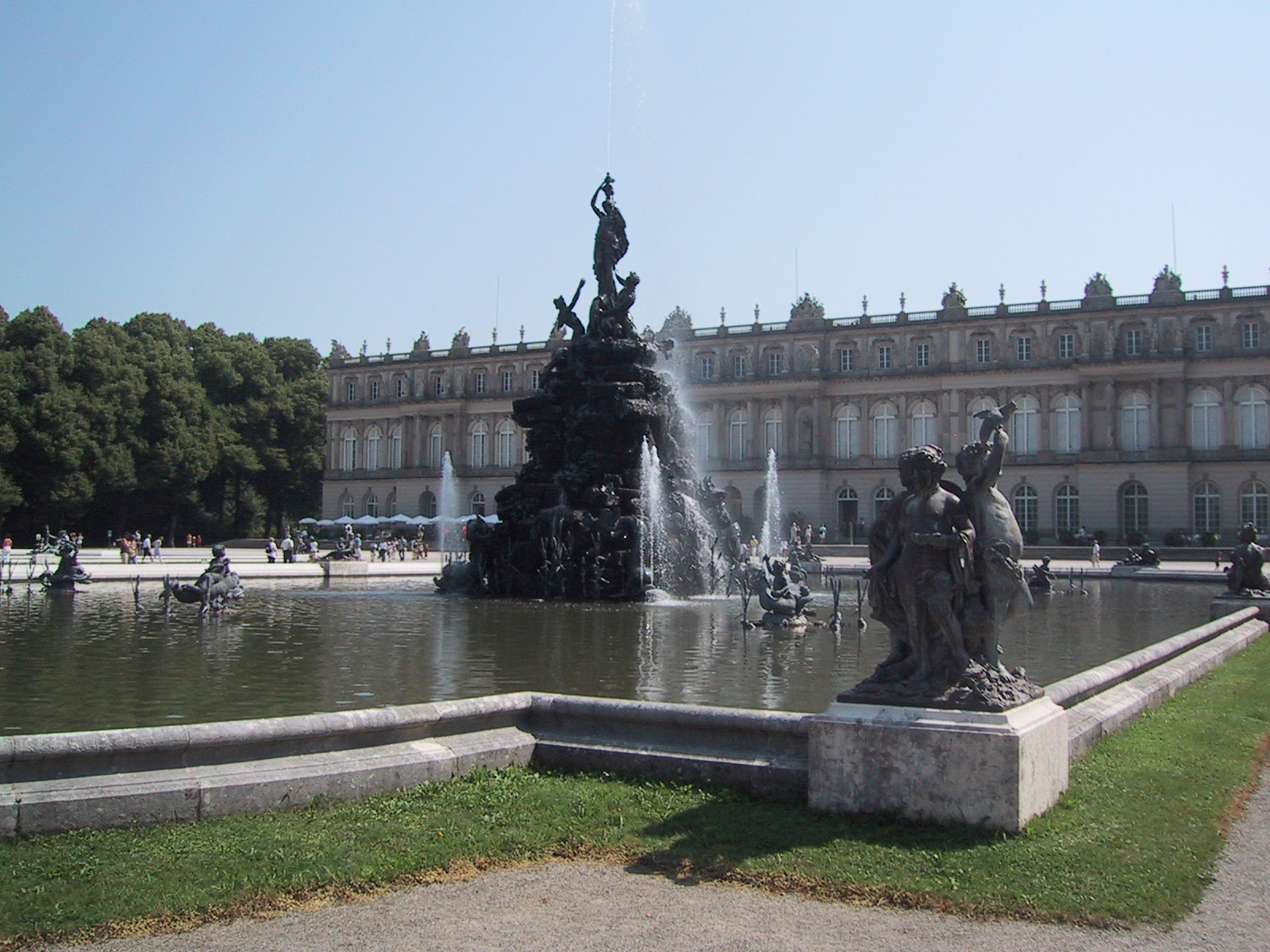
A herrenchiemsee-i kastély
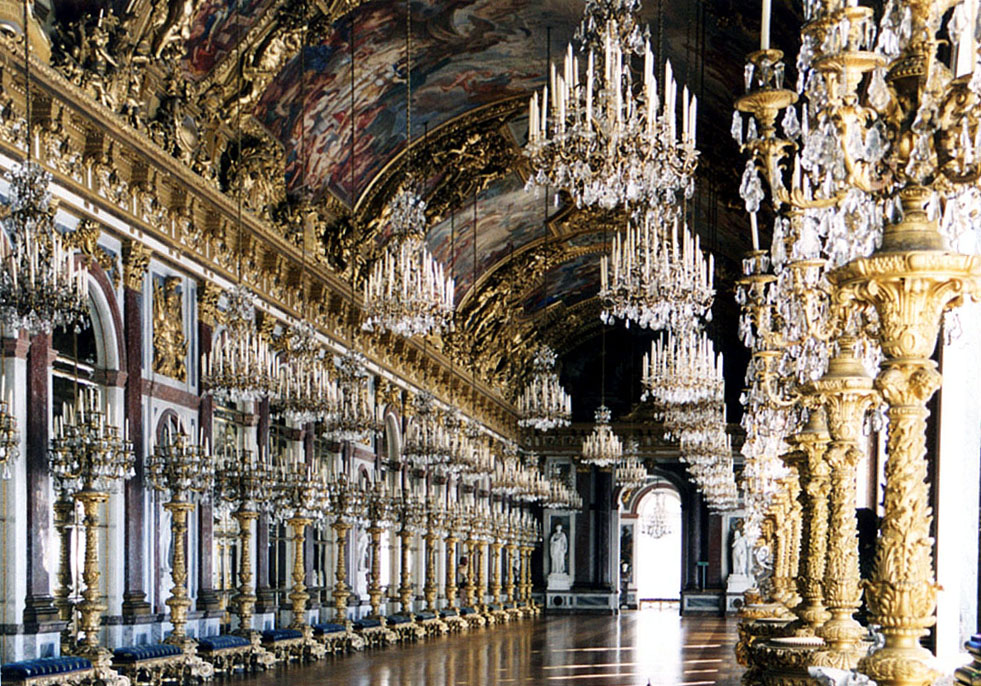
Tükörgaléria az új kastélyban

### Fraueninsel

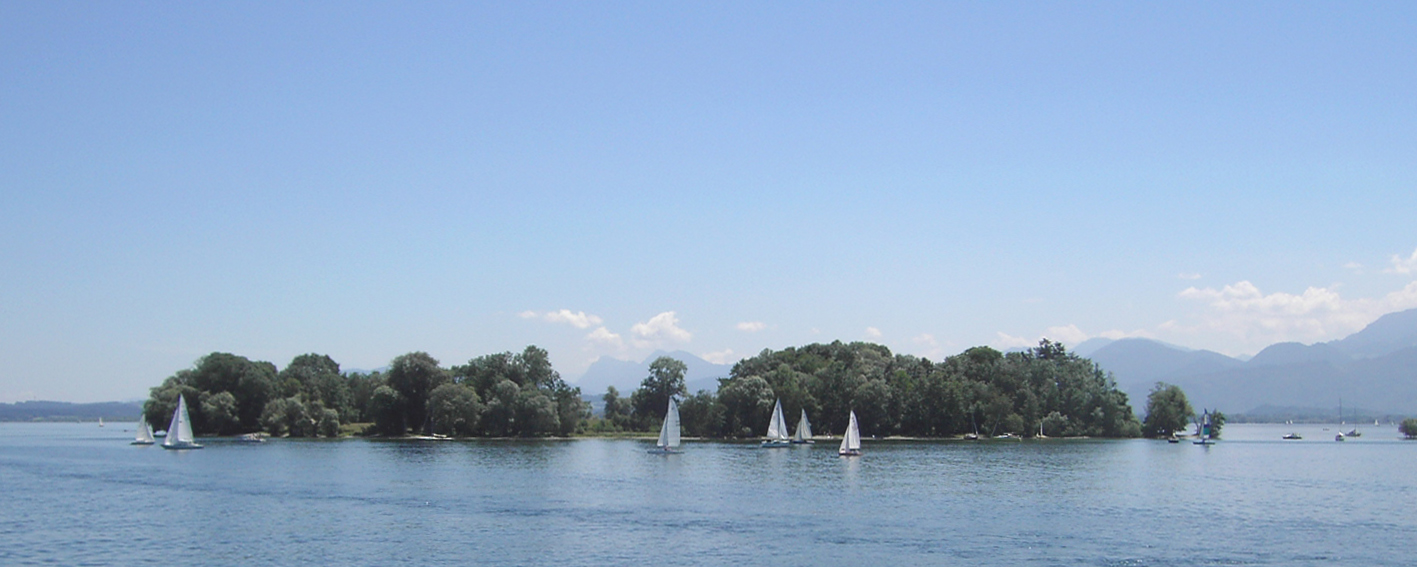
Krautinsel

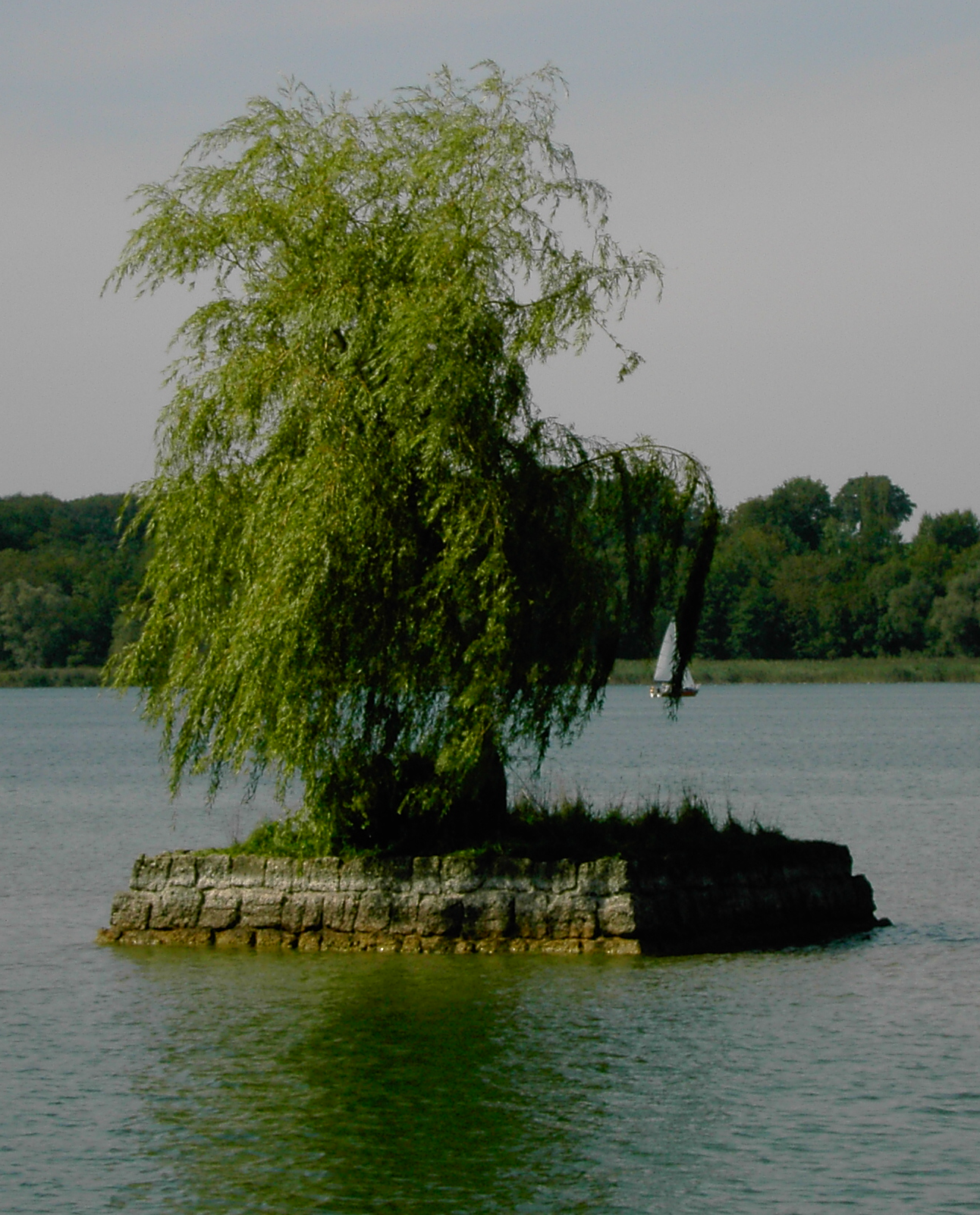
Schalch

Az autómentes sziget állandó lakossága kb. 300 fő. Már a kora középkorban lakott volt. 782-ben III. Tassilo alapította a frauenchiemsee-i kolostort a Szent Benedek-rendi apácák számára. A kolostort Frauenwörth néven is ismerik. A kalandozó hadjáratok folyamán szétrombolt kolostor a 11. és 14. század között virágzott. 1728 és 1732 között újraépítették az épületeket. A szekularizáció miatt a kolostor 1803 és 1835 között nem működhetett. A kolostor nem talált vevőre, így az apácák a szigeten maradhattak. 1846-ban  I. Lajos bajor király engedélyezte, hogy ha leányiskolát üzemeltetnek az apácák, akkor hivatalosan tovább működhet a kolostor is. Az iskola 1995-ig létezett, míg a kolostor ma is működik. 2007-ben 30 apáca élt falai között.

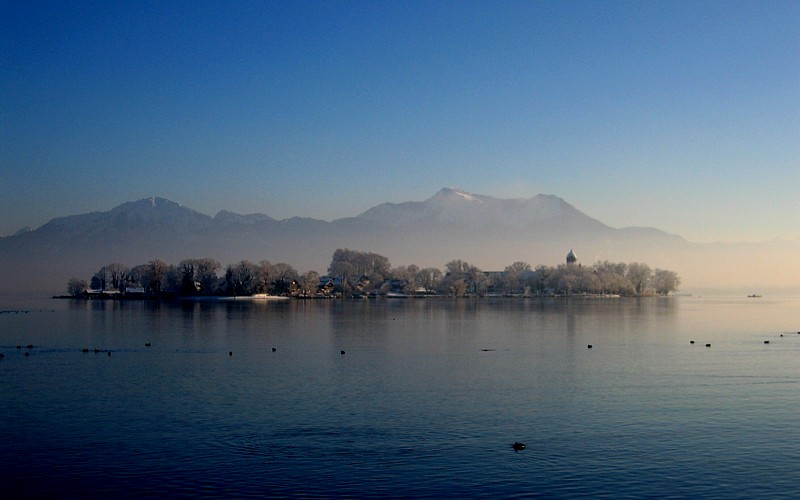
A Fraueninsel télen
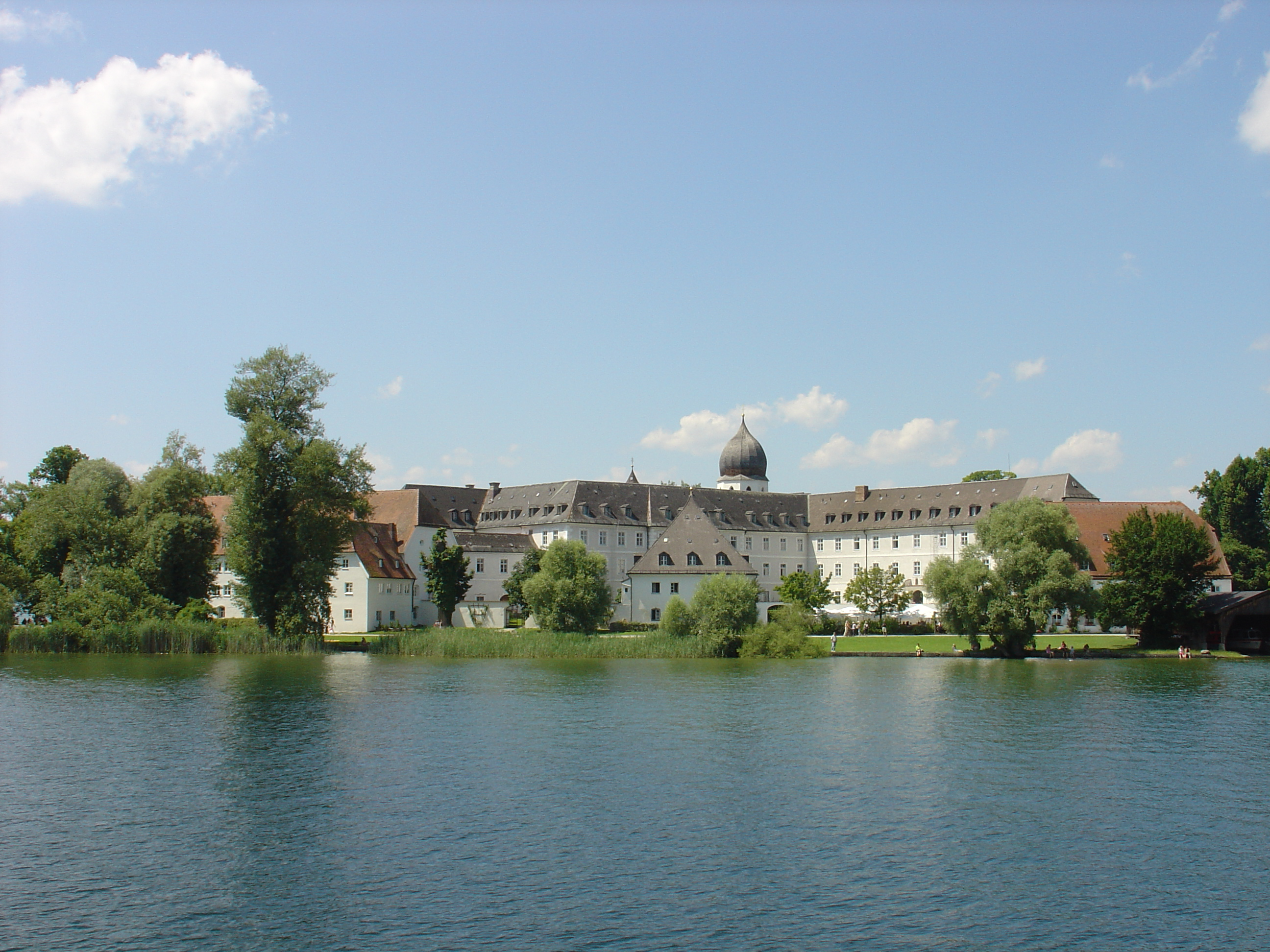
A Frauenwörth kolostor
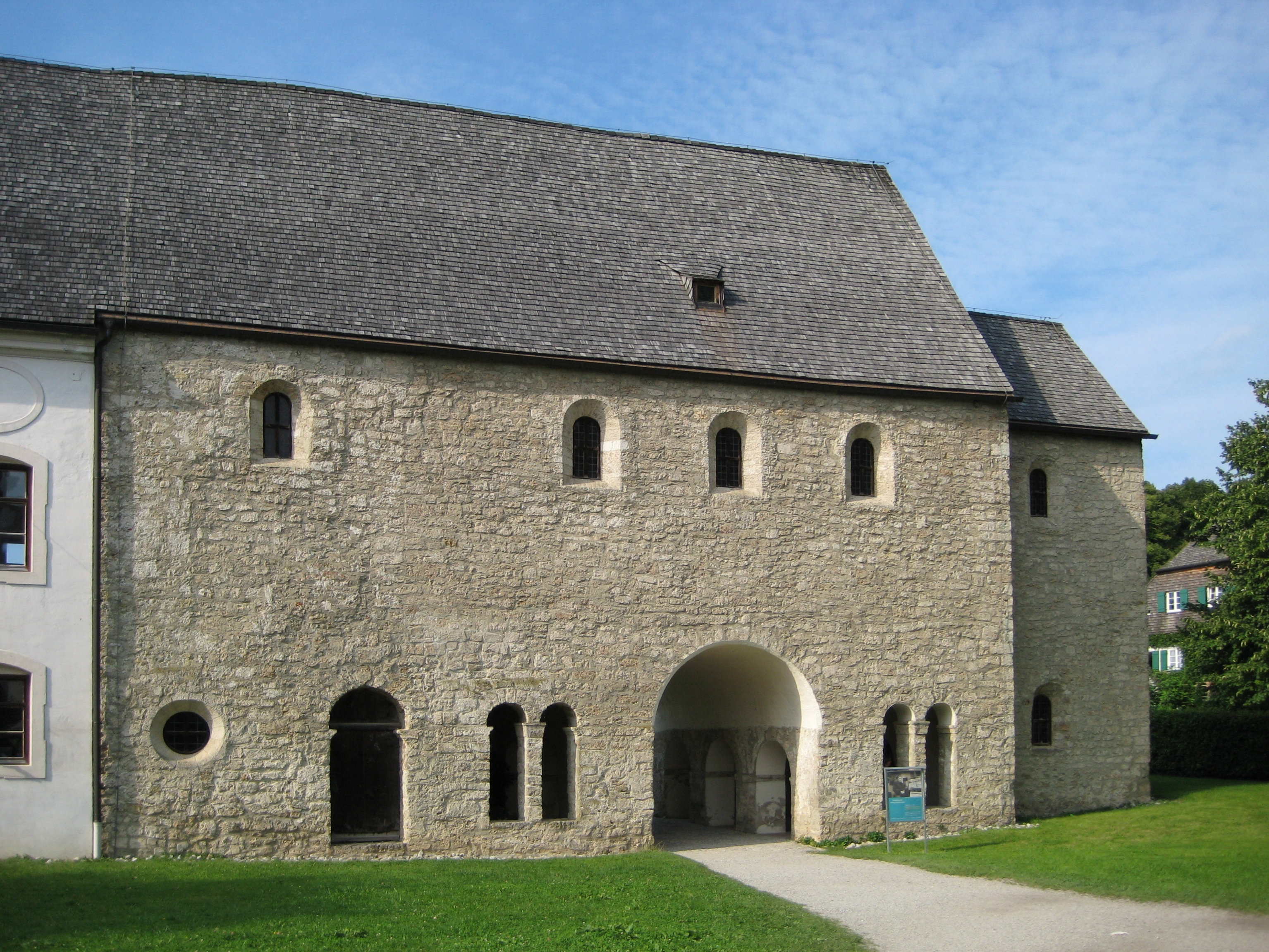
A karolingi kapucsarnok déli oldala
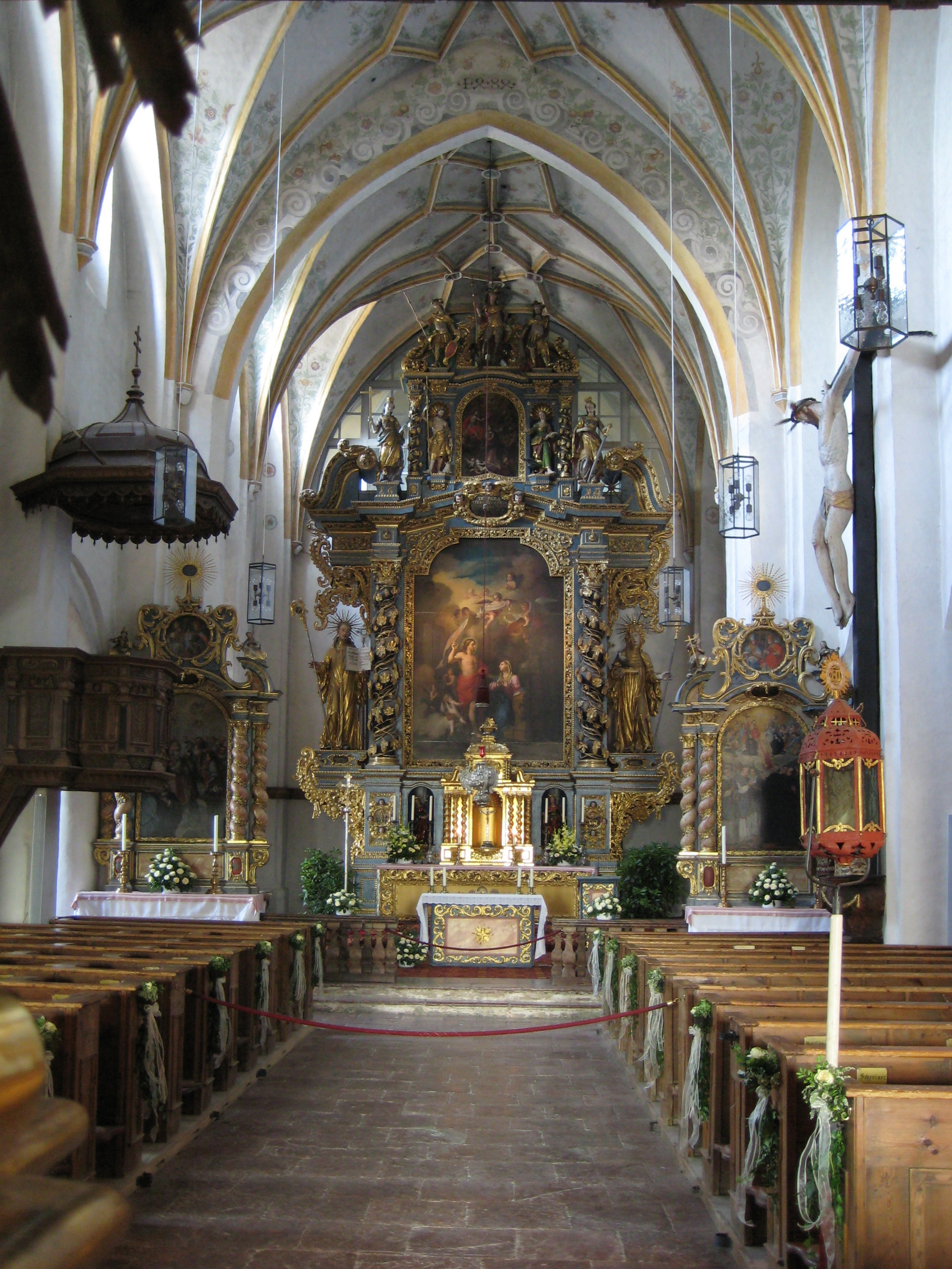
A templom belsője

### Krautinsel
A Fraueninsel nyugati végénél található a Krautinsel. Azért kapta ezt a nevet, mert a középkorban az apácák gyógynövényt termeltek ezen a szigeten. A Kraut, a Kräuter szónak egy változata, és gyógynövényt jelent. Manapság a sziget nyáron legelőként működik. Ősszel a gazdák visszaviszik az állatokat az istállókba. A Krautinseltől délre van még két névtelen kis sziget, ahol csak fák nőnek. Az egyik 54 m, a másik 80 m távolságra fekszik a sziget partjaitól.

### Schalch
A kis Schalch-sziget (22 m²) mesterséges létesítmény. A sziget egy zátonyon fekszik, amely veszélyes a tavon közlekedő hajóknak. 1935-ben egy fűzfát ültettek rá, hogy jobban látszódjon.

## A tó és környezete
A tó legfőbb táplálója a Tiroler Aachen, amely sok üledéket és homokot visz a tóba, így az lassan feltöltődik. Az egyetlen lefolyása az Alz. A tó a nemzetközi Ramsari egyezmény védelme alatt áll.
A Chiemsee két részből áll, a nagyobb Weitsee északkeleten, míg az Inselsee délnyugaton található. A három nagyobb sziget a rosenheimi körzethez tartozik. A vízfelület a kisebb szigetekkel a Tiroler Aachen deltatorkolatával együtt viszont a Traunstein körzetének egy része. A határvonal a nyugati tópart. Csak a Rimstingnél fekvő néhány melléköböl tartozik a rosenheimi körzethez.
A Herreninselről északra található öblök:
- Schafwaschener/Aiterbacher Winkel (azonbelül a Grünmanndl Winkel délen)
- Kailbacher Winkel
- Mühlner Winkel

A Chiemgau vidéke Bajorország egyik legnépszerűbb üdülőtelepe. A táj látványossága a Chiemgaui Alpok közelségéből is ered. A tó környezetében az alábbi híres csúcsok találhatóak:
- Hochfelln, 1674 m
- Hochgern, 1744 m
- Chiemgauer Hochplatte, 1587 m
- Kampenwand, 1669 m

1989. november 24-én készült el az a gyűjtőcsatorna, amely a szennyvizet összegyűjtve körbeveszi a tavat. Azelőtt évente 115 tonna foszfát ömlött a tóba. A csatornázás összesen 68 km hosszú. Mindkét ága Prienben végződik, ahonnan a 4,5 km-re fekvő tisztítóműhöz vezetik a szennyvizet. A tisztított víz innen továbbfolyik az Inn folyóba.

## Kultúra

Peter von Hess: „Am Chiemsee”, 19. század közepén
(magyar jelentése: A Chiemsee partján)

A Chiemsee és szigetei egy gyakori motívum a festőművészetben. A prieni festő Paulus köre lett az úgy nevezett Chiemseemaler nevű művészcsoport. Paulus festményei ma is láthatóak egy prieni állandó kiállításon.
A nemzetiszocialisták ott alkottak egy aranykupát (Goldener Chiemsee-Kessel), amely régi kelta kincseihez hasonlít. 2001-ben egy búvár fedezte fel a 11 kilós kupát a tó fenekén.

## Sport és szabadidő
A tóban több helyen is lehet fürdeni. A vitorlázás is népszerű, valamint csónakokat és vízibicikliket is használhatnak a pihenők. Motorcsónakok csak kivételes esetekben használhatók, ezért egyre gyakrabban láthatunk elektromos motorokat. A tóparton számos turista- és bicikliút található.

## Fordítás
Ez a szócikk részben vagy egészben  a   Chiemsee című német Wikipédia-szócikk fordításán alapul.  Az eredeti cikk szerkesztőit annak laptörténete sorolja fel. Ez a jelzés csupán a megfogalmazás eredetét és a szerzői jogokat jelzi, nem szolgál a cikkben szereplő információk forrásmegjelöléseként.